# Europeiska historiens hus

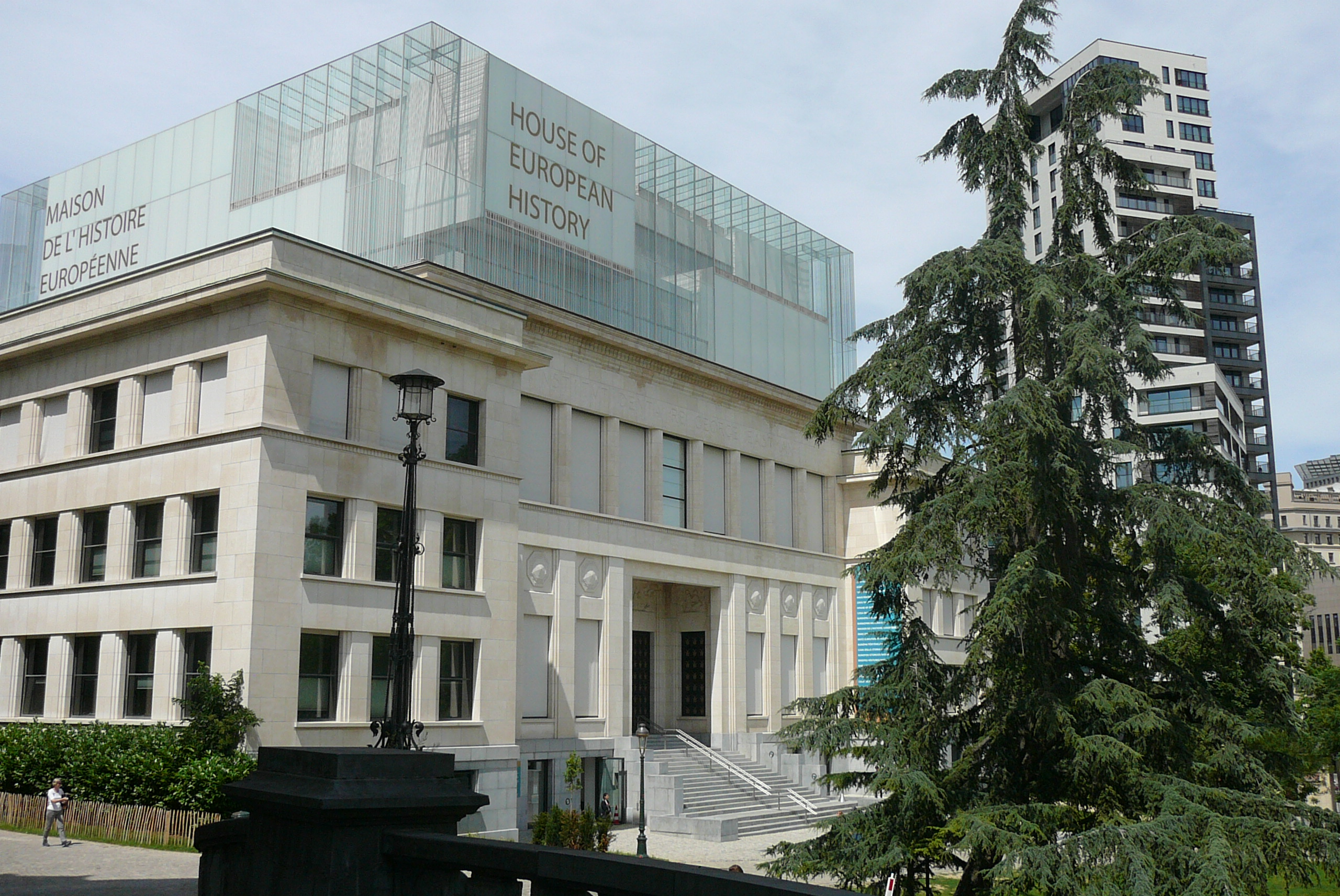
Europeiska historiens hus.

Europeiska historiens hus (fr Maison de l'histoire européenne, nl Huis van de Europese Geschiedenis, en House of European History) är ett museum i Bryssel, Belgien som är inriktat på Europas historia från 1789 och framåt. Museet tillkom på initiativ av Europaparlamentet och öppnade den 6 maj 2017. Europeiska historiens hus strävar efter att främja förståelsen av den europeiska historien och integrationen mellan Europas länder. 
Museet visar permanenta och tillfälliga utställningar och arrangerar även vandringsutställningar. I verksamheten ingår en samling föremål och dokument  representativa för Europas historia, men också utbildningsprogram, kulturella evenemang, publikationer samt information via Internet. Europeiska historiens hus ligger i Eastman-byggnaden(fr) i Leopoldparken, nära Espace Léopold.
Museet är öppet sju dagar i veckan och har fri entré. En interaktiv surfplatta presenterar allt som visas på museet på 24 språk och de guidade turerna är på franska, nederländska, tyska och engelska. Särskilda avdelningar och turer har skapats för små barn och familjer.

## Permanent utställning
Den permanenta utställningen på Europeiska historiens hus sträcker sig över fyra våningar och visar föremål och använder multimedia som tar med besökarna på en tankeväckande resa med fokus på 1800- och 1900-talets Europa. Den permanenta utställningen presenterar Europas politiska, ekonomiska, sociala och kulturella historia i kronologisk ordning med tematiska inslag. 

## Tillfälliga utställningar
Europeiska historiens hus erbjuder även en årlig tillfällig utställning som ger möjlighet att spinna vidare på och fördjupa sig i de teman och tidsperioder som skildras i den permanenta utställningen. Det handlar ofta om annorlunda eller nyskapande utställningar med ett varierat innehåll som kan locka olika typer av besökare. Precis som den permanenta utställningen har de tillfälliga utställningarna en nationsöverskridande och tvärvetenskaplig infallsvinkel. Utställningarna är på engelska, franska, tyska och nederländska. De tillfälliga utställningarna har hittills varit följande:
- Interactions – 5 maj 2017–31 maj 2018
- Rastlös ungdom – 1 mars 2019–29 februari 2020
- Fake For Real – 1 oktober 2020 – 1 januari 2022
- När väggar talar! – 30 april 2022 – 13 november 2022
- Slit och släng –18 februari 2023–14 januari 2024

## Digitalt
Museets uppdrag är att vara tillgängligt för alla på kontinenten och att tillhandahålla nya sätt att förmedla en nationsöverskridande historia och har därför lanserat flera olika digitala produkter:
- Onlinesamling
- Virtuell rundtur
- Expo 58 (lanseras i slutet av 2023)

## Nätverk
Europeiska historiens hus deltar i en rad olika nationella och internationella organisationer som arbetar med museer och kulturarv, såsom ICOM, NEMO och Bryssels museiråd. Man bedriver också utåtriktad verksamhet med olika grupper i Brysselregionen och stadens omedelbara närhet, och samarbetar med museer, universitet och civila samhällen i hela Europa. 
Museets pedagogiska verksamhet har ett transeuropeiskt perspektiv och utforskar historiska minnen, olika erfarenheter och den gemensamma grund som kännetecknar Europas folk. Det finns pedagogiskt material på museet för studentgrupper och online på 24 språk som kan användas i klassrummen. Skolorna kan också delta i anpassade guidade turer och workshoppar på engelska, franska, tyska och nederländska. 
Det årliga evenemangsprogrammet består av samtal, konferenser, workshoppar, konserter och filmvisningar. Anne Applebaum, Timothy Garton Ash, Ivan Krastev, Timothy Snyder, Jay Winter och Norman Davies har hållit minnesvärda föreläsningar.

## Förvaltning och ledning
Ledningsorgan: En museistyrelse och en akademisk kommitté svarar för tillsyn respektive rådgivning i samband med projektet. Chef för museet är museidirektören, dr. Constanze Itzel.
Museistyrelsen: Styrelsen utövar tillsyn och fattar beslut i frågor av central betydelse för projektet. Ordförande för styrelsen är Europaparlamentets tidigare talman Hans-Gert Pöttering. 
Akademiska kommittén: Historikern Oliver Rathkolb är ordförande för kommittén, som består av universitetsprofessorer och experter från internationellt ansedda museer och som bistår historiehusets akademiska projektgrupp med rådgivning i alla historiska och museologiska frågor.